# 1850 Kohoutek
1850 Kohoutek (1942 EN) là một tiểu hành tinh vành đai chính được phát hiện ngày 23 tháng 3 năm 1942 bởi K. Reinmuth ở Heidelberg.